# Protothelenella croceae
Protothelenella croceae är en lavart som först beskrevs av Francesco Baglietto och Antonio Carestia och som fick sitt nu gällande namn av Joseph Hafellner och Helmut Mayrhofer. 
Protothelenella croceae ingår i släktet Protothelenella och familjen Protothelenellaceae. Arten är reproducerande i Sverige.